# Maria Sèthe, de latere mevrouw Henry Van de Velde
Het portret Maria Sèthe, de latere mevrouw Henri Van de Velde werd gemaakt door Theo Van Rysselberghe (Gent 1862 - Saint-Clair 1926) in 1891. Het doek meet 118 × 84,5 cm en behoort tot de collectie van het Koninklijk Museum voor Schone Kunsten Antwerpen.

## Context
Theo Van Rysselberghe kreeg zijn opleiding in België. Het resultaat was dat hij doordrongen was van de Vlaamse traditie in de portretkunst van oude meesters. Als kunstenaar van de negentiende eeuw hield hij echter ook rekening met de artistieke smaak van de burgerij. 1886 vormt een kantelpunt in zijn oeuvre. Het was dat jaar dat hij kennismaakte met het werk Georges Seurat op diens impressionistische tentoonstelling te Parijs. Sinds toen stond het neo-impressionisme centraal in zijn werk. Het was tevens in deze periode dat hij het portret van Maria Sèthe vervaardigde. Het is een van de drie portretten die de kunstenaar van de zusters Sèthe schilderde. Maria Sèthe, de latere mevrouw Henry Van de Velde was Van Rysselberghes belangrijkste inzending voor het Salon des Indépendants (Parijs, 1891).

### Maria Sèthe, mevrouw Henry Van de Velde
Maria, een begenadigd pianiste, was de dochter van de rijke Hollandse industrieel Gérard Sèthe en Louise Seyberth, een voormalige Duitse operazangers. Uit de memoires van Van de Velde leidden historici af dat de familie van Schotse afkomst was. De familie woonde in Duitsland, Nederland en Parijs. Maria zelf werd geboren in Ukkel. Ze was in 1891 23 jaar oud toen ze poseerde voor Theo Van Rysselberghe. Deze gaf Maria, die behoort tot de kringen van Les XX, schilderlessen. Mede op aansturen van Alfred William Finch kreeg ze aandacht voor de Arts and Crafts-beweging.
Hoewel Maria vandaag hoofdzakelijk gekend is als de vrouw van Henry Van de Velde, had zij dus een actief aandeel in het Brusselse artistieke leven. Het echtpaar leerde elkaar kennen in de zomer van 1893 toen de vier jaar oudere Van de Velde samen met Van Rysselberghe en diens vrouw een uitstap naar Cadzand maakte. Van de Velde was net als Maria lid van Les XX (sinds 1888) en legde zich toe op tapijtontwerpen. Sinds hun huwelijk in april 1894 hielp Maria haar man bij zijn werk. Ze ontwierp boeken, kleren, stoffen en behangpapier. Het was in Villa Bloemenwerf te Ukkel, de eerste woning die Henry Van de Velde voor zijn gezin ontwierp, dat Maria’s portret een ereplaats kreeg. Het portret bleef in het bezit van de familie tot 1949. Toen, zes jaar na het overlijden van Maria in 1943, kocht het KMSKA het portret van Henry Van de Velde.

## Beschrijving
Op het werk is te zien hoe Maria Sèthe dromerig voor zich uit kijkt. Ze zit schrijlings op een simpele stoel aan haar harmonium. De partituren liggen open, maar ze speelt niet. Achteraan is een cello te zien. De muziekstukken refereren aan het maatschappelijke niveau van de rijke familie en haar culturele interesses. Evenzeer zo voor het ingelijste kunstwerk.
Maria heeft een krachtige kin en haar blik straalt vastberadenheid en zelfvertrouwen, maar tegelijkertijd ook rust uit. Op haar lippen is een zweem van een glimlach te zien. Het doet vermoeden dat ze aan prettige zaken denkt. Ze baadt in een ivoorkleurig licht, wat haar blonde opgestoken haren, haar ranke hals en haar fijn geprofileerde gelaat goed laat uitkomen. Ze is gekleed in een purperen jurk – de kleur die symbool staat voor materiële welstand. Het geeft haar een weelderig, doch niet protserig voorkomen. De kleur van haar kleed herhaalt zich in het gordijn dat Van Rysselberghe achteloos over het harmonium drapeerde.
Van Rysselberghe werkte in zijn kenmerkende realistische stijl. Ook in dit portret had hij aandacht voor licht, schaduw en volume. Hij verkreeg zijn heldere kleuren (hij gebruikte geen zwarte verf in het werk) door een combinatie van fijne stippen. De paarse kleur van de jurk overweldigt de toeschouwer en ook het blonde haar met gele, oranje, blauwe en groene accenten oogt aantrekkelijk volgens kunstwetenschappers. De signatuur en datering van het portret werden expliciet aangebracht boven het harmonium op het werk.

## Provenance
Het werk kwam voornamelijk door de persoonlijke connecties van museummedewerkers en Henry Van de Velde in collectie van het Koninklijk Museum voor Schone Kunsten Antwerpen. Door de verdachtmakingen over zijn zogenaamde ‘collaboratie’ tijdens de Tweede Wereldoorlog was Van de Velde veranderd in een verbitterd man die uit België weg wou. Zijn collectie kon hij niet volledig meenemen. Mogelijk had hij ook geld nodig, want in 1944 schreef hij een brief aan het Koninklijk Museum voor schone Kunsten Antwerpen waarin hij voorstelde drie van zijn eigen schilderijen te verkopen. Na aarzelende onderhandelingen kocht museum in 1945 voor 75.000 BEF De wasvrouw (1887) en Vrouw bij het raam (1889). De aankoopcommissie omschreef de Vrouw bij het raam als ‘uitgevoerd in de stippelmanier: het interessantste werk’. In 1947 vestigde hij zich definitief in Zwitserland. Dankzij zijn connecties kon hij zijn verzameling schilderijen – waaronder dit portret van Maria Sèthe –, beelden en tekeningen in voorlopige bewaring aan het Koninklijk Museum voor Schone Kunsten Antwerpen geven.
Een jaar later, in 1948, werd Walther Vanbeselaere benoemd tot hoofdconservator aan het KMSKA. Hij en Van de Velde kenden elkaar al langer; Vanbeselaere volgde in de jaren 1930 les bij de architect. Hij verdedigde zijn doctoraatsverhandeling bovendien bij de ‘oud-professor’. In hun correspondentie sprak Van de Velde de hoofdconservator aan als ‘vriend’. Bij zijn benoeming aarzelde Vanbeselaere dan ook niet om de banden met Van de Velde opnieuw aan te halen. Daarop stelde Van de Velde voor een werk uit zijn KMSKA-collectie aan het museum te verkopen en andere stukken onder zijn kinderen te verdelen. Het Koninklijk Museum voor Schone Kunsten Antwerpen wou het portret van Maria door Van Rysselberghe kopen en na onderhandelingen komt men overeen dat, als het museum 80.000 BEF betaalt, Van de Velde ook drie andere werken schenkt. Na opnieuw vele onderhandelingen schenkt Van de Velde in 1949, bij de aankoop van het portret van Maria, een landschap van Willy Finch (1888), een beeld van George Minne en zijn eigen portret door Georg Kolbe (1913). Vanbeselaere noteerde later: “Gekocht uit de verzameling van mijn oud-professor, bouwmeester Henry van de Velde. Een der gevoeligste portretten van Van Rysselberghe, de meester die van Seurat uitging en het op Parijs gerichte Brussel van +/ 1900 voortreffelijk illustreert.”

## Referentielijst
1. ↑  Maria Sèthe, de latere mevrouw Henry Van de Velde - KMSKA. www.kmska.be. Gearchiveerd op 14 augustus 2018. Geraadpleegd op 14 augustus 2018.
2. 1 2 3 4  Leen de Jong, in Zaal Z, JG 5, nr. 20, 2017, p. 42-45.
3. ↑  Cfr. KMSKA, inventarisnummer 3425.
4. 1 2 3  Leen de Jong, in Moderne Meesters in het Koninklijk Museum, 1992, nr. 25.
5. 1 2 3 4  Griet Claerhout, in Het Museumboek. Hoogtepunten uit de verzameling, 2003, p. 168; https://www.kmska.be/nl/collectie/highlights/Maria_Sethe.html
6. ↑  Hij was van 1940 tot 1943 namelijk hoofd van het door de Duitsers opgerichte Commissariaat-Generaal voor ’s Lands Wederopbouw. Hij stond in voor het herstel van door de oorlog verwoeste woningen en publieke voorzieningen. In 1943 stopte hij met deze opdracht omdat zijn vrouw Maria doodziek was. Zelf werd hij tachtig jaar oud.
7. ↑  Walther Vanbeselaere in Aanwinsten tijdens de ambtsperiode 1948-1972, in Jaarboek van het Koninklijk Museum voor Schone Kunsten, 1973, p. 26.